# St. Stephanus (Eichfeld)

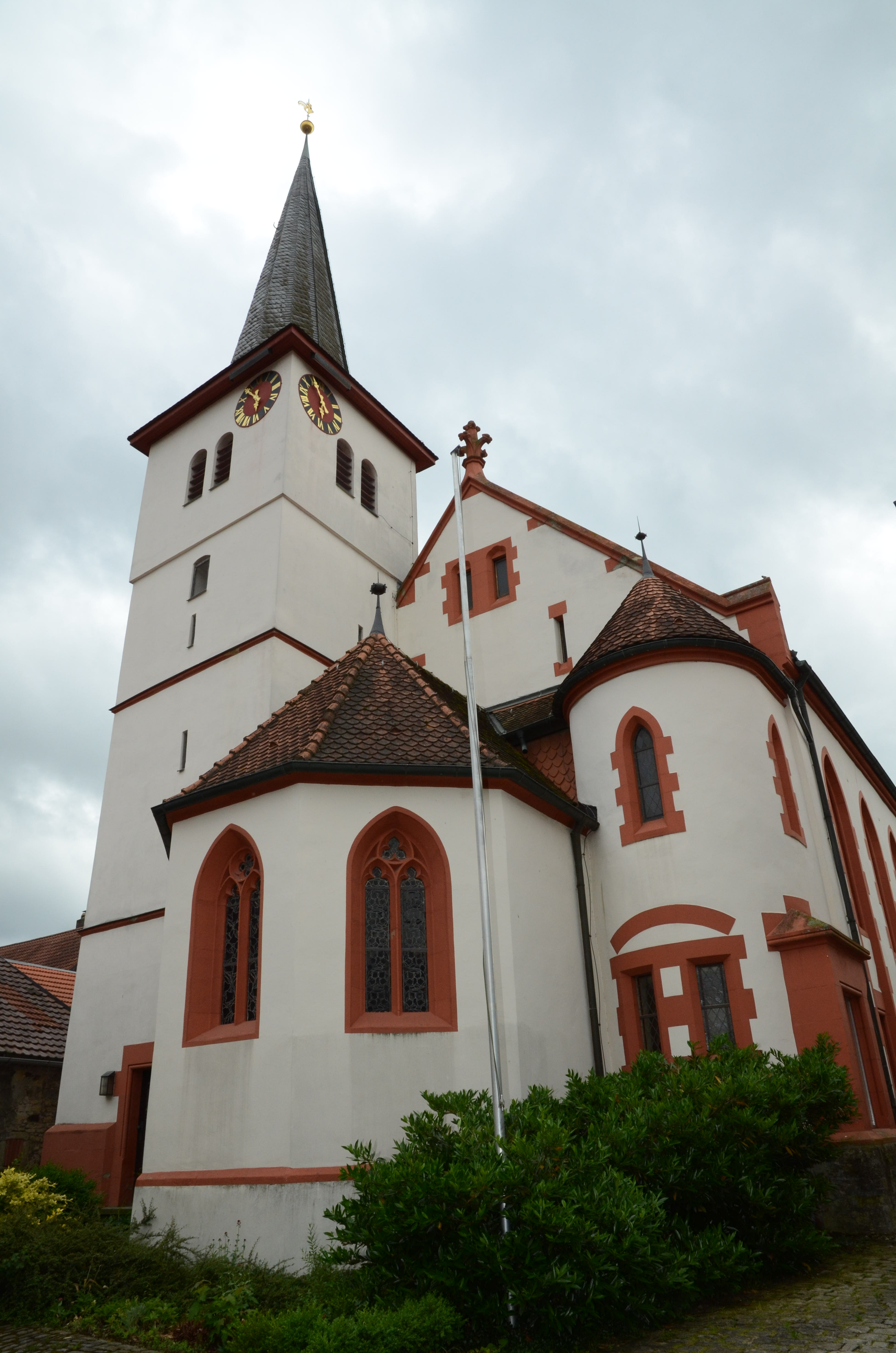
Die Kirche in Eichfeld

Die Kirche St. Stephanus ist die evangelische Pfarrkirche im Volkacher Gemeindeteil Eichfeld im Landkreis Kitzingen. Sie überragt die Mitte des kleinen Ortes.

## Geschichte
Die Geschichte der Kirchengemeinde ist eng mit der der Grafschaft Castell verbunden. Zunächst übten die Grafen lediglich die Dorfherrschaft aus, bevor sie mit der Reformation und der Einführung der evangelischen Lehre im Jahr 1556 auch die Kirchenherrschaft übernahmen.

### Die Pfarrei Eichfeld
Im 10. Jahrhundert war Eichfeld bereits Filiale der Urpfarrei auf dem Volkacher Kirchberg. Der weit entfernte Berg war auch im Jahr 1158 noch Sitz des Pfarrers und Ziel der Gläubigen. Gleichzeitig könnte aber bereits ein Kaplan die Gottesdienste in einer kleinen romanischen Kapelle im Dorf versehen haben. Am 16. November des Jahres 1339 trennte sich Eichfeld von der Volkacher Kirchbergkirche. Der Würzburger Fürstbischof Otto von Wolfskeel machte die Kapelle im Dorf zur Pfarrkirche und setzte Heinrich von Schweinfurt als ersten Pfarrer ein.
Das Kirchengebäude wurde im Zuge dieser Aufwertung im 14. und 15. Jahrhundert erweitert. Es handelte sich um eine Chorturmkirche mit einem kleinen Kirchenschiff. Später baute man den noch sichtbaren gotischen Chor an. Staffelgiebel und ein Eingang im Westen gliederten dieses Gotteshaus. Im Jahr 1481 tauchte erstmals die Bezeichnung „ecclesia sancti Stephani“ (Pfarrkirche des Heiligen Stefan) auf. Aus dem Jahr 1505 ist eine Stiftung von Stefan Zollner von Halberg überliefert, der der Kirche jährlich fünf Gulden spendete.
In den dreißiger Jahren des 16. Jahrhunderts kam ganz Eichfeld in den Besitz der Grafen von Castell. Kurze Zeit später wurde die Kirche von den Truppen des Fürstbischofs verwüstet, da Castell im Markgrafenkrieg auf der Seite des Ansbachers Albrecht gestanden hatte. Im Jahr 1556 wurde Eichfeld als castell’scher Besitz protestantisch. Als erster evangelischer Pfarrer wirkte dort 1556–1563 Magister Philipp Hein aus Volkach. 1606 erhielt das Dorf eine eigene Pfarrmatrikel.

### Eichfeld als evangelische Pfarrei
Der Dreißigjährige Krieg verschonte Eichfeld nicht. Von 1636 bis 1645 war der Ort ohne Pfarrer. Die durchziehenden Heere verwüsteten das Dorf und die Kirche mehrfach. Man nahm viele Glaubensflüchtlinge aus England, Frankreich, Österreich und dem Sudetenland in Eichfeld auf. Im Jahr 1648 wurde das ebenfalls evangelische Krautheim nach Eichfeld eingepfarrt. Nach dem grausamen Krieg versuchte die Bevölkerung im Dorf mit der katholischen Minderheit friedlich zusammenzuleben, was nicht immer gelang.
Zu Beginn des 18. Jahrhunderts, im Jahr 1703, wurde das Turmdach der Kirche erneuert und die Helmstange mit dem Turmknauf angebracht. Auch das Innere der Kirche veränderte sich. Im Jahr 1709 wurde Krautheim wieder unabhängig, musste aber in den Jahren 1750–1796 wieder von Eichfeld mitbetreut werden. In den siebziger Jahren des 18. Jahrhunderts startete man eine Kollektenreise nach Holland und Niedersachsen, um den Neubau der Kirche zu finanzieren. Diese Reise scheiterte jedoch. Im Jahr 1780 wurde in Eichfeld erneut eine Turmreparatur vorgenommen.
Nach Säkularisation und Mediatisierung zu Beginn des 19. Jahrhunderts wurde Eichfeld im Jahr 1814 königlich bayerische Landgemeinde. 1818 wurde das Dorf dem Generaldekanat Ansbach zugeschlagen, im Jahr 1824 kam es zum Dekanat Rüdenhausen. In den vierziger Jahren des 19. Jahrhunderts wurde die Kirche umfassend renoviert. Zwanzig Jahre später, im Jahr 1863, wurden die meisten dieser Erneuerungen rückgängig gemacht. Man zog eine neue Decke ein, tauschte Fenster aus und strich das Kircheninnere neu. Im Jahr 1887 erhielt Eichfeld eine neue Turmuhr von der Firma Mannhardt aus München.

### Der Kirchenneubau
Der zur gleichen Zeit geplante Neubau der Kirche stockte im Jahr 1890, als die Landesregierung den Entwurf eines Architekten verwarf. Im Jahr 1897 sollten vorläufige Sicherungsmaßnahmen die Sicherheit der Kirchenbesucher gewährleisten. Mit dem Jahr 1902 stand einem Neubau nichts mehr im Weg, den der Architekt Kieser aus Nürnberg unter Beibehaltung des Turms und des Chores plante. Der Neubau wurde am 26. November 1902 vom Konsistorialrat Beck eingeweiht.
Nachdem die Kirche die beiden Weltkriege unbeschadet überstanden hatte, wurde sie in den Jahren 1969–1978 umfassend renoviert. Noch vor der Fertigstellung kamen die evangelischen Christen aus Volkach zur Pfarrei Eichfeld. Das Kirchengebäude wird vom Bayerischen Landesamt für Denkmalpflege unter der Nummer D-6-75-174-190 geführt, die im Boden befindlichen Reste von Vorgängerbauten unter der Nummer D-6-6127-0243.

## Architektur

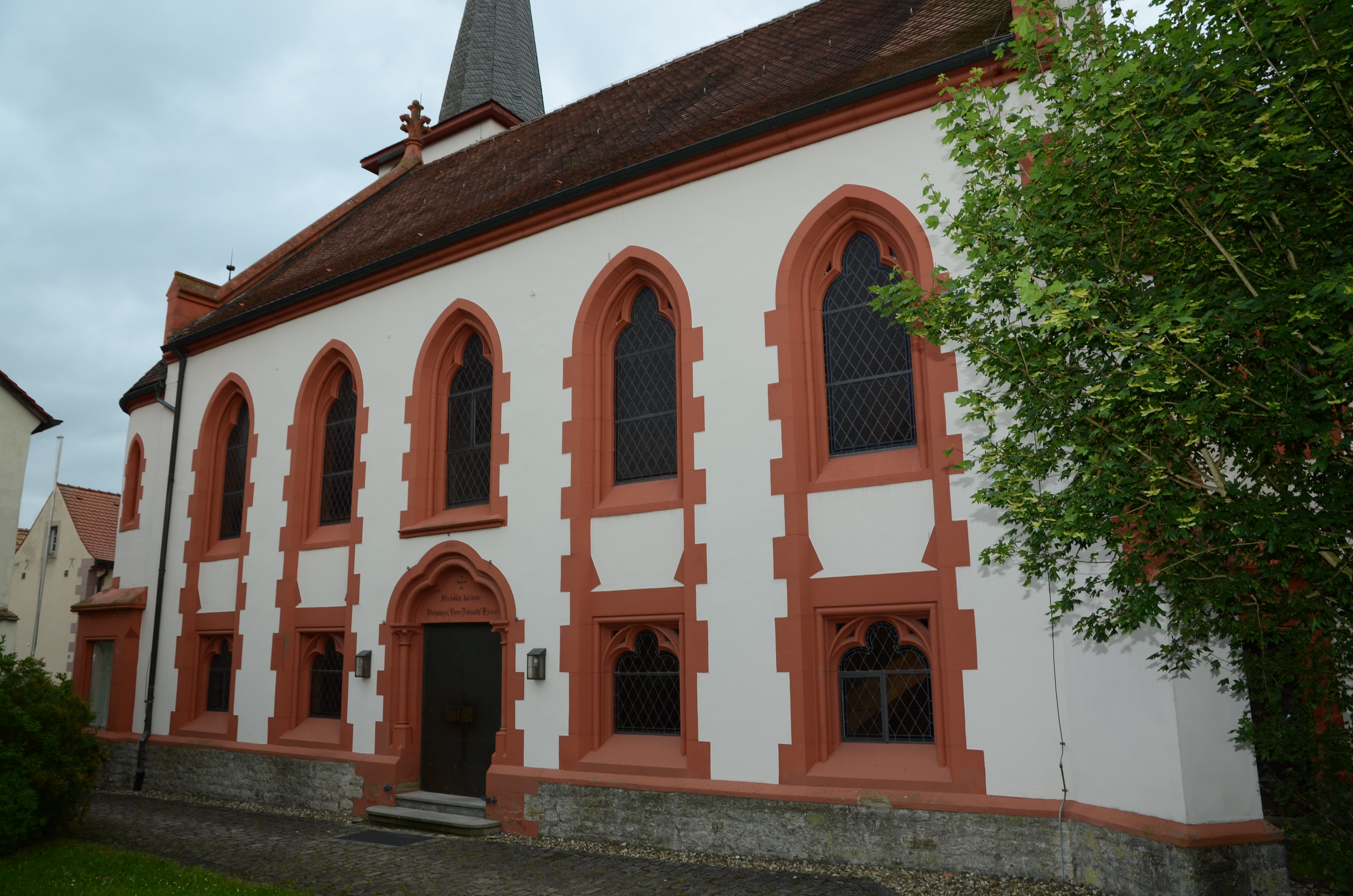
Die Nordseite der Kirche

Die Kirche ist ein geosteter Saalbau und trägt ein Satteldach. Das Langhaus  entstand im Jahr 1902 und ist der Neugotik zuzurechnen, während der Chor und der südlich angebaute Turm die Gotik des 15. Jahrhunderts repräsentieren.
Im Westen ist der Staffelgiebel mit Beschlägen verziert. Die Ecken des Gotteshauses sind mit Strebepfeilern verstärkt. Die Fassade wird durch quadratische Fenster unten, Rundbogenfenster in der Mitte und durch Schlitzfenster ganz oben gegliedert. Ein zentraler runder Treppenturm für den Aufgang zur Empore durchbricht die Seite. Sein halbes Kegeldach endet in der Fassade. Er ist durch Rundbogenfenster gegliedert und schließt mit einem Turmknauf ab.
Die Langhausseiten im Norden und Süden gliedern jeweils fünf Rundbogenfenster. Im Norden sind darunter kleinere, quadratische Fenster angebracht. Die Südseite beherrschen ausschließlich lange Rundbogenfenster. Ein zentrales Portal bildet den Haupteingang der Kirche. Eine Inschrift im Giebel lautet: „Wie lieblich sind deine Wohnungen Herr Zebaoth! Ps. 84,2“.
Die Ostseite des Langhauses bildet zusammen mit dem Chor die Schauseite der Kirche. Schlitzfenster gliedern das über den Chor ragende Langhaus. Der zentrale Chor wird durch drei Rundbogenfenster mit gotischem Maßwerk gegliedert. Ein Walmdach mit Turmknauf schließt den Chor nach oben ab. Nördlich davon steht ein Rundturm mit Portal.
Der Kirchturm schließt im Süden an den Chor an. Seine vier Geschosse sind durch Gesimse außen erkennbar. Schlitzfenster gliedern den Turm. Lediglich die Schallluken im oberen Geschoss, das auch die Glockenstube enthält, sind als Rundbogenfenster gestaltet. Im Osten und Norden sind im oberen Geschoss außen Uhren angebracht. Ein Spitzhelm mit einer Kugel und einem Kreuz als Wetterfahne schließen den Turm oben ab. Im Inneren weist der Turm, der ehemalige Chor der Kirche, Kreuzrippengewölbe auf.

## Ausstattung

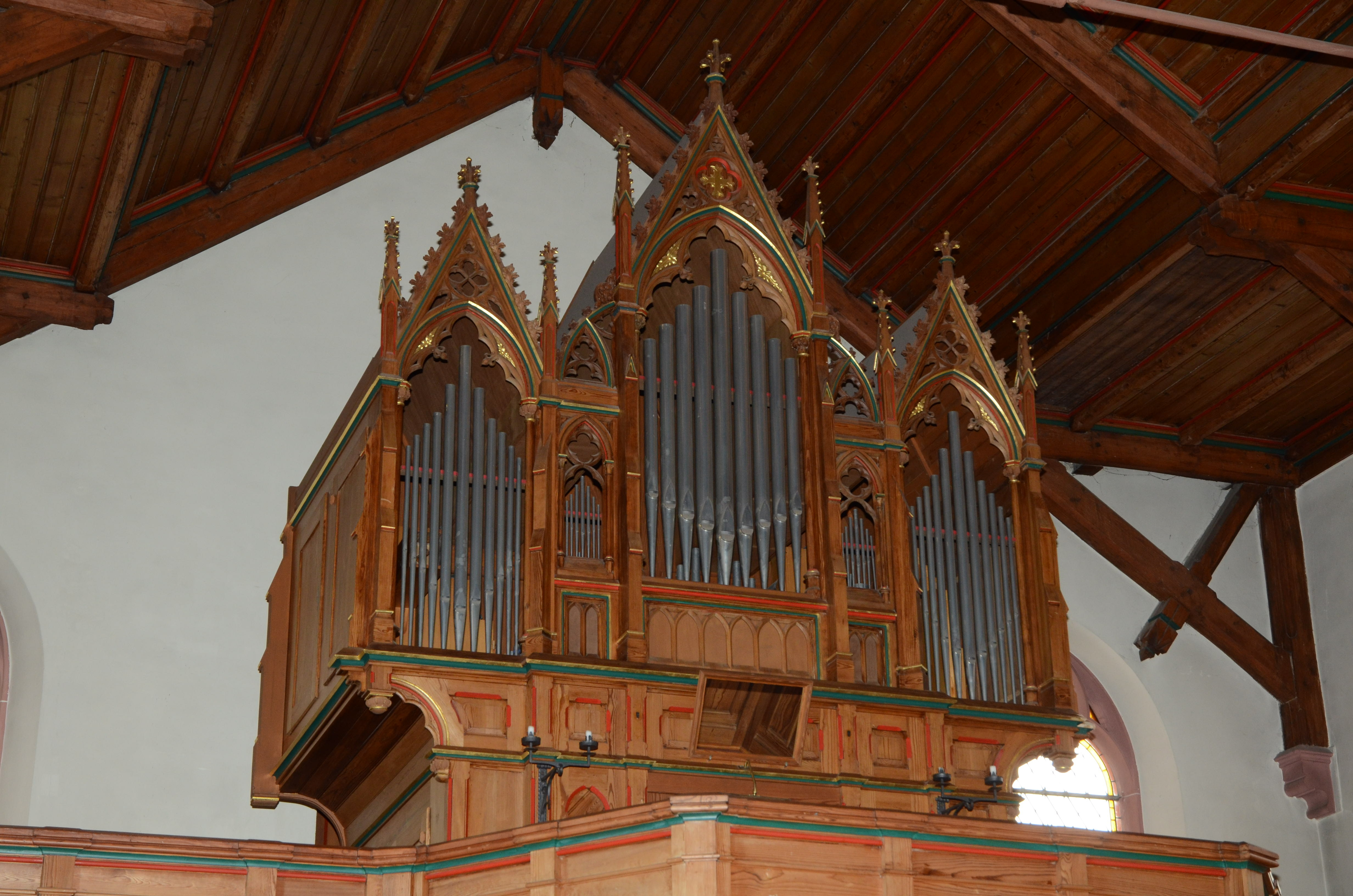
Die Orgel der Kirche

Dem Neubau der Kirche im Jahr 1902 fielen viele der alten Ausstattungsgegenstände zum Opfer. Heute überwiegen im Inneren die neugotischen Elemente, die in Holz gehalten sind. Einige weitere Stücke entstammen noch der alten Kirche.

### Taufsteine
Der erste Taufstein kam im Jahr 1610 in die Kirche. Bei der Erneuerung des Gotteshauses wurde er 1902 auf den Friedhof des Ortes verbracht. Nachdem er im Jahr 1917 dort erneuert wurde, schaffte man ihn 1973 wieder in die Kirche. Er befindet sich heute im Chor. Der andere Taufstein wurde 1902 vom Dorflehrer Seubelt gestiftet. Er befindet sich heute links des Chorbogens unter der Empore.
Der alte Taufstein ist durch den Standort auf dem Friedhof stark verwittert. Am oberen Rand erkennt man die Jahreszahl 1610, unterhalb sind Puttenköpfe und ein Relief des Gekreuzigten angebracht. Der runde Schaft ist verziert und geht in den breiten Sockel über. Der neue Taufstein weist dagegen einen quadratischen Sockel auf. Er geht in einen achteckigen Aufsatz über, der durch Gesimse reich verziert ist. Ein hölzerner Deckel der nach oben hin spitz zuläuft und dessen Rand in rot und grün gehalten ist, befindet sich auf dem Stein.

### Orgel und Empore
Eine Orgel in der Eichfelder Kirche wurde erstmals im Jahr 1705 erwähnt. Damals befand sich das Instrument auf einer Empore, die zwei Drittel des Kircheninneren einnahm. Dieses Instrument wurde 1902 entfernt. Man ersetzte es durch eine Arbeit der Nürnberger Orgelbaufirma J. Strebel. Seit dem Jahr 1978 befindet sich eine Orgel der Firma Baumgartner aus Neuenrath in der Kirche. Es handelt sich um eine mechanische Schleifladenorgel, mit zwei Manualen und Pedal.
Die von sieben Pfeiler gestützte Empore nimmt heute die Nord- und Westseite des Kircheninneren ein. Der schlichte, hölzerne Unterbau wird von einem Gesims leicht überragt. Dort gliedern Pilaster und Medaillons die Empore. Der westliche Teil kragt, bedingt durch die Orgel, nach vorne.

### Glocken

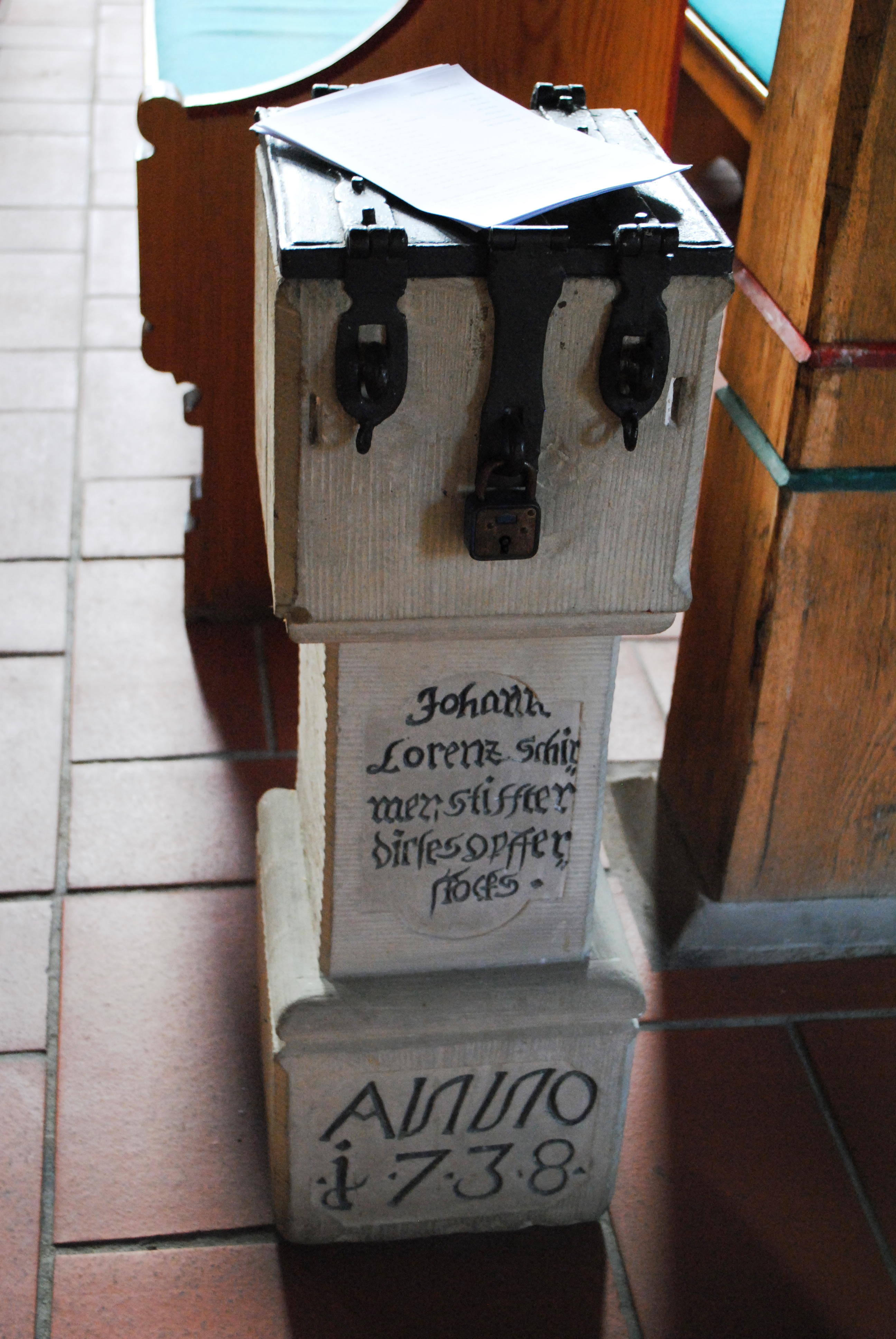
Der Opferstock

Die erste Glocke in der Stephanuskirche war die sogenannte Apostelglocke. Sie kam 1401 in das Gotteshaus und trug die Umschrift „Lukas, Markus, Johannes, Matthäus + Anno Domini Millesimo CCC·LXXXXXI D B I“. Noch im selben Jahrhundert, im Jahr 1490, schuf man die Marienglocke, die sich noch in der Kirche befindet. Ihre Inschrift lautet: „Gegrüßet seist du Mutter voller Gnade“. Im Jahr 1878 wurde die Apostelglocke in zwei neue Glocken umgegossen. Nachdem eine der beiden im Ersten Weltkrieg verloren gegangen war, sorgte man 1933 für Ersatz und es kam eine Glocke der Firma Franz Schilling aus Apolda in die Glockenstube. Doch bereits zu Beginn des Zweiten Weltkriegs musste man zwei Glocken abgeben und durfte nur die Marienglocke von 1490 behalten. Nach dem Krieg erhielt die Kirche 1948 zwei neue Glocken, sodass heute das Geläut wieder komplett ist. Ihre Inschriften lauten: „Ein feste Burg ist unser Gott“ und „Ehre sei Gott in der Höhe“.
|          | Schlagton | Gießer        | Gussjahr | Durchmesser | Gewicht | Inschrift                             |
| -------- | --------- | ------------- | -------- | ----------- | ------- | ------------------------------------- |
| Glocke 1 | ges¹      | Czudnochowsky | 1949     | 1070 mm     | 572 kg  | Eine feste Burg ist unser Gott        |
| Glocke 2 | b¹        | Czudnochowsky | 1949     | 830 mm      | 357 kg  | Ehre sei Gott in der Höhe!            |
| Glocke 3 | des²      | ubz.          | 1490     | 747 mm      |         | Gegrüßet seist du Mutter voller Gnade |

### Weitere Ausstattung
Älteste Elemente im Inneren der Kirche sind die Reste des um das Jahr 1400 entstandenen Sakramentshauses. Es ist farbig gehalten, ein Christushaupt bildet das Zentrum des Wimperg. Eine Inschrift darunter lautet: „Christe fili dei misere mei“. Das Sakramentshaus ist aus Sandstein. Ein rechteckiger Opferstock stammt aus dem Jahr 1738 und trägt die Inschrift „Johann Lorenz Schiemer: stiffter dieses opferstocks· ANNO 1·7·3·8“.
Die hölzerne Kanzel befindet sich rechts vom Chorbogen. Sie kam 1902 in die Kirche und ersetzte die alte Kanzel, die 1564 von G. Schimmel gestiftet worden war. Über dem Chorbogen hängt ein hölzernes Kruzifix, ein Überbleibsel des alten Altars der Kirche. Ein Kronleuchter im Langhaus geht auf eine Stiftung Kaspar Dittmars im Jahr 1902 zurück.

## Bestattete in der Kirche
Im 17. und 18. Jahrhundert wurden einige Persönlichkeiten in der Stephanuskirche bestattet. Insbesondere Adelige der Umgebung und höherrangige Soldaten wurden in dem Gotteshaus beigesetzt.
| Name                           | Jahr der Bestattung | Anmerkungen                                      |
| ------------------------------ | ------------------- | ------------------------------------------------ |
| Hans Friedrich Zöllner         | 1630                |                                                  |
| Afra Zöllner                   | 1667                | geborene Eib, Ehefrau des Hans Friedrich Zöllner |
| Wilhelm Kuff                   | 1675                | Leutnant                                         |
| Johann Graf                    | 1691                | Hauptmann                                        |
| Johann Dietrich von Sparenberg | 1709                |                                                  |

## Pfarrerinnen und Pfarrer

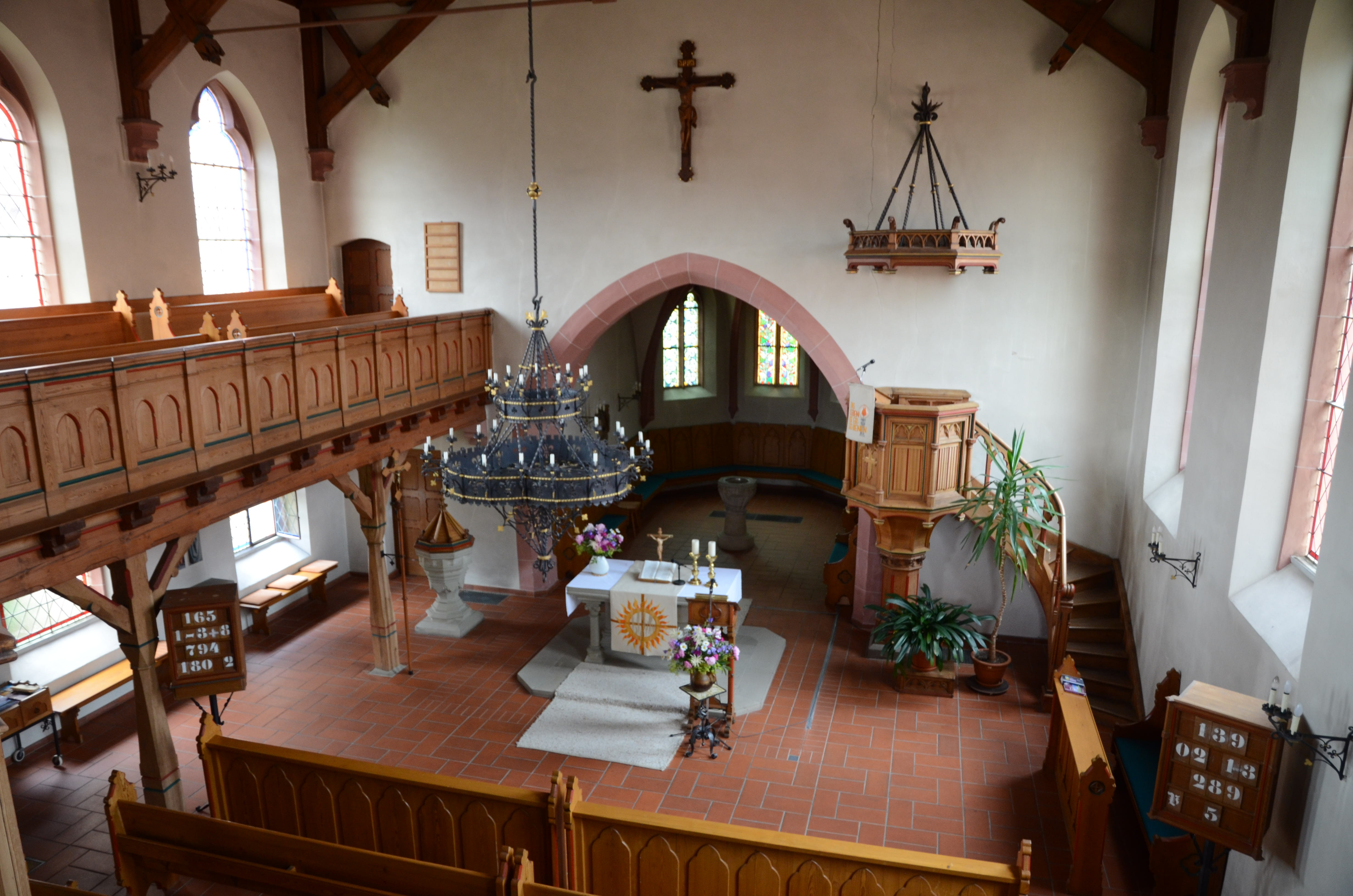
Das Kircheninnere

Die Geistlichen, die in der Gemeinde wirkten, sind seit dem Jahr 1339 fast vollständig bekannt. Seit dem Jahr 1556 versahen evangelische Pfarrer die Gemeinde. Während des Dreißigjährigen Krieges blieb die Pfarrstelle einige Jahre unbesetzt.
| Name                            | Amtszeit  | Anmerkungen                                             |  |
| ------------------------------- | --------- | ------------------------------------------------------- |  |
| Heinrich (von Schweinfurt)      | 1339      |                                                         |  |
| Hans Model                      | 1377      |                                                         |  |
| Conrad von Coburg               | 1410      |                                                         |  |
| Johann Heppel                   | 1421      |                                                         |  |
| Georg Ruppert                   | 1481      |                                                         |  |
| Hans Hamer                      | 1496      |                                                         |  |
| Wilhelm Schröter                | 1508–1516 |                                                         |  |
| Georg Arnold                    | 1517–1518 |                                                         |  |
| Johannes Sigrün                 | 1519      |                                                         |  |
| Kaspar Hefner                   | 1521–1525 |                                                         |  |
| Nikolaus Bauer                  | 1525–1539 | genannt Rustikus                                        |  |
| Georg Ulrich                    | 1540–1556 |                                                         |  |
| Philipp Hein                    | 1556–1563 | erster evangelischer Pfarrer                            |  |
| Samuel Marstaller               | 1563–1566 |                                                         |  |
| Kaspar Hahn                     | 1567–1586 | genannt Gallus                                          |  |
| Johann Eydenbach                | 1587–1611 |                                                         |  |
| Johann Georg Scipio             | 1611–1616 |                                                         |  |
| Simon Buchner                   | 1616–1636 |                                                         |  |
| unbesetzt                       | 1636–1645 | Wolfgang Braunwald aus Rüdenhausen versieht die Pfarrei |  |
| Johann Gütlein                  | 1645      |                                                         |  |
| Johann Lorenz Göbel             | 1645–1689 |                                                         |  |
| Christoph Adam Zembsch          | 1689–1697 |                                                         |  |
| Johann Adam Lorenz Drohleberger | 1697–1721 |                                                         |  |
| Arnold Johann Mädet             | 1721–1729 |                                                         |  |
| Philipp Konrad Linde            | 1729–1742 | Einführung der Konfirmation                             |  |
| Johann Heinrich Ziegler         | 1742–1749 |                                                         |  |
| Johann Christoph Thaut          | 1749–1765 |                                                         |  |
| Wolfgang Christian Adam Englert | 1765–1794 |                                                         |  |
| Georg Heinrich Gerber           | 1794–1808 |                                                         |  |
| Johann Heinrich Diez            | 1808–1820 |                                                         |  |
| Karl Friedrich Hermann          | 1821–1826 |                                                         |  |
| Friedrich Wilhelm Beck          | 1827–1855 |                                                         |  |
| Friedrich Immanuel Philipp Popp | 1855–1869 |                                                         |  |
| August Gustav Wagner            | 1869–1870 | Pfarrverweser                                           |  |
| Johann Friedrich Schmitt        | 1870–1889 |                                                         |  |
| Weickmann                       | 1890      | Pfarrverweser                                           |  |
| Georg Deininger                 | 1890–1897 |                                                         |  |
| Leonhard Biemüller              | 1897–1913 | Neubau der Kirche                                       |  |
| Friedrich Brunner               | 1914–1955 |                                                         |  |
| Georg Eisen                     | 1956–1966 |                                                         |  |
| Helmut Schneider                | 1966–1978 |                                                         |  |
| Heinrich Thum                   | 1979–2000 |                                                         |  |
| Hartmut Kühnel                  | 2000–2008 |                                                         |  |
| Susanne Ress                    | 2008–2015 |                                                         |  |
| Christiane Rüpplein             | 2015–2022 |                                                         |  |
| Kathrin Tewes                   | 2023–     |                                                         |  |